# Route régionale 17 (Norvège)
Pour les articles homonymes, voir Route nationale 17.
La route régionale 17, (en norvégien Fylkesvei 17, abrégé Fv17) auparavant route nationale 17 (en norvégien : Riksvei 17), est l'une des routes les plus célèbres de Norvège, empruntant une partie touristique de la côte norvégienne du comté de Nordland. 

## Description
Elle est parfois appelée la Kystriksveien, littéralement « route nationale côtière ». Elle débute à Steinkjer (au nord de Trondheim), et se termine à Bodø. Longue de 630,5 kilomètres, elle nécessite le passage de 6 bacs. 
La route 17 constitue la route principale du comté de Trøndelag et du du comté de Nordland.
Elle a longtemps été la seule route possible pour voyager vers le nord du pays, avant la mise en service des tronçons de la route européenne E6 passant par les plateaux intérieurs. 
Auparavant, la route était la route nationale 17 (en norvégien : Riksvei 17), elle est devenue en 2010 une route départementale lorsque les comtés ont pris en charge l'entretien de la route par l'État.
L'agence nationale des routes a classé la route 17 parmi les routes nationales touristiques de Norvège (Helgelandskysten) pour le tronçon entre Holm dans la municipalité de Bindal et Godøystraumen dans la municipalité de Bodø.

## Ouvrages
La route traverse 24 tunnels, dont les plus longs sont
- Tunnel de Svartis (7615 m)
- Tunnel Straumdal (3232 m)
- Tunnel du Storvikskar (3116 m)
- Tunnel de Sila (2882 m)
- Tunnel du Sjon (2796 m)
- Tunnel du Glomfjord (2233 m)
- Tunnel de Fykan (1946 m)
- Tunnel de Vethaug (1300 m)

Parmi les ponts empruntes par la route, les plus longs sont :
- Pont d'Helgelands (1065 m de longueur, 425 m de portée)
- Pont de Saltstraumen (longueur 768 m)

## Galerie

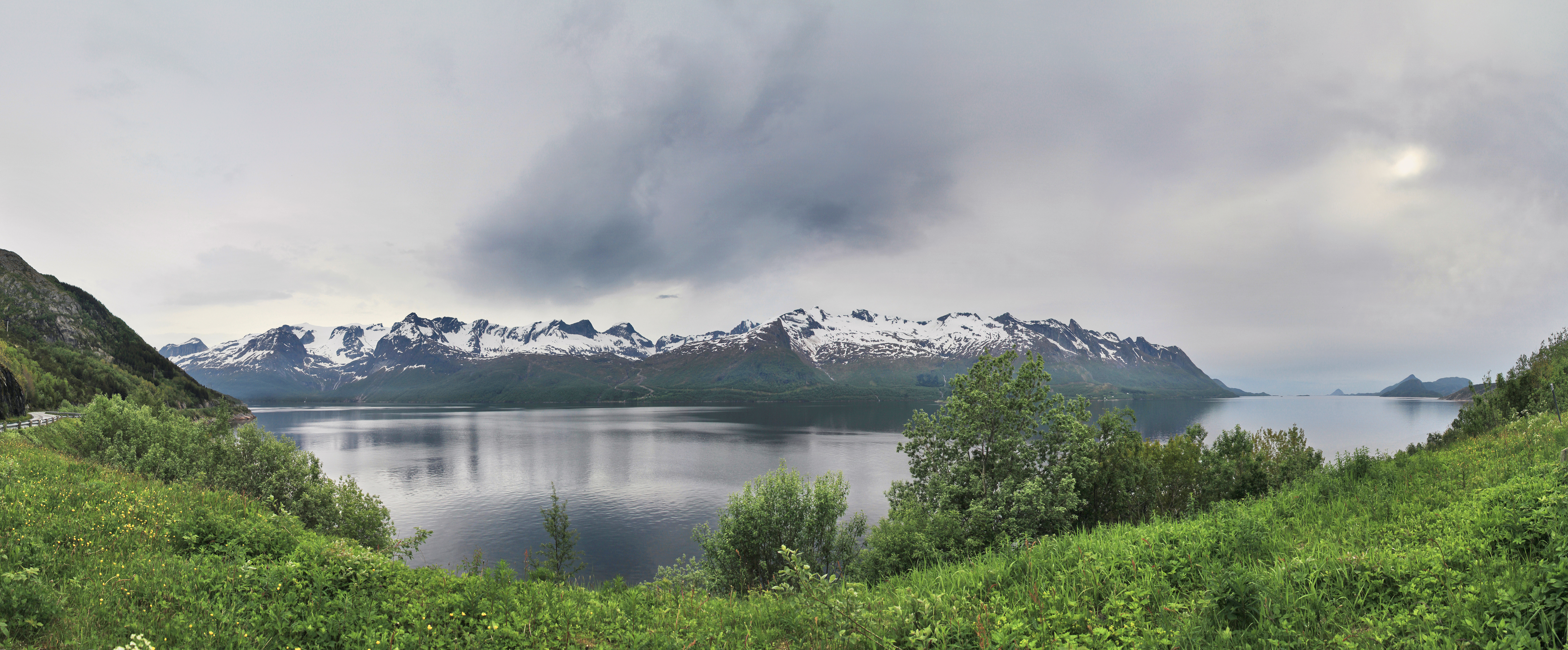
Glomfjord.

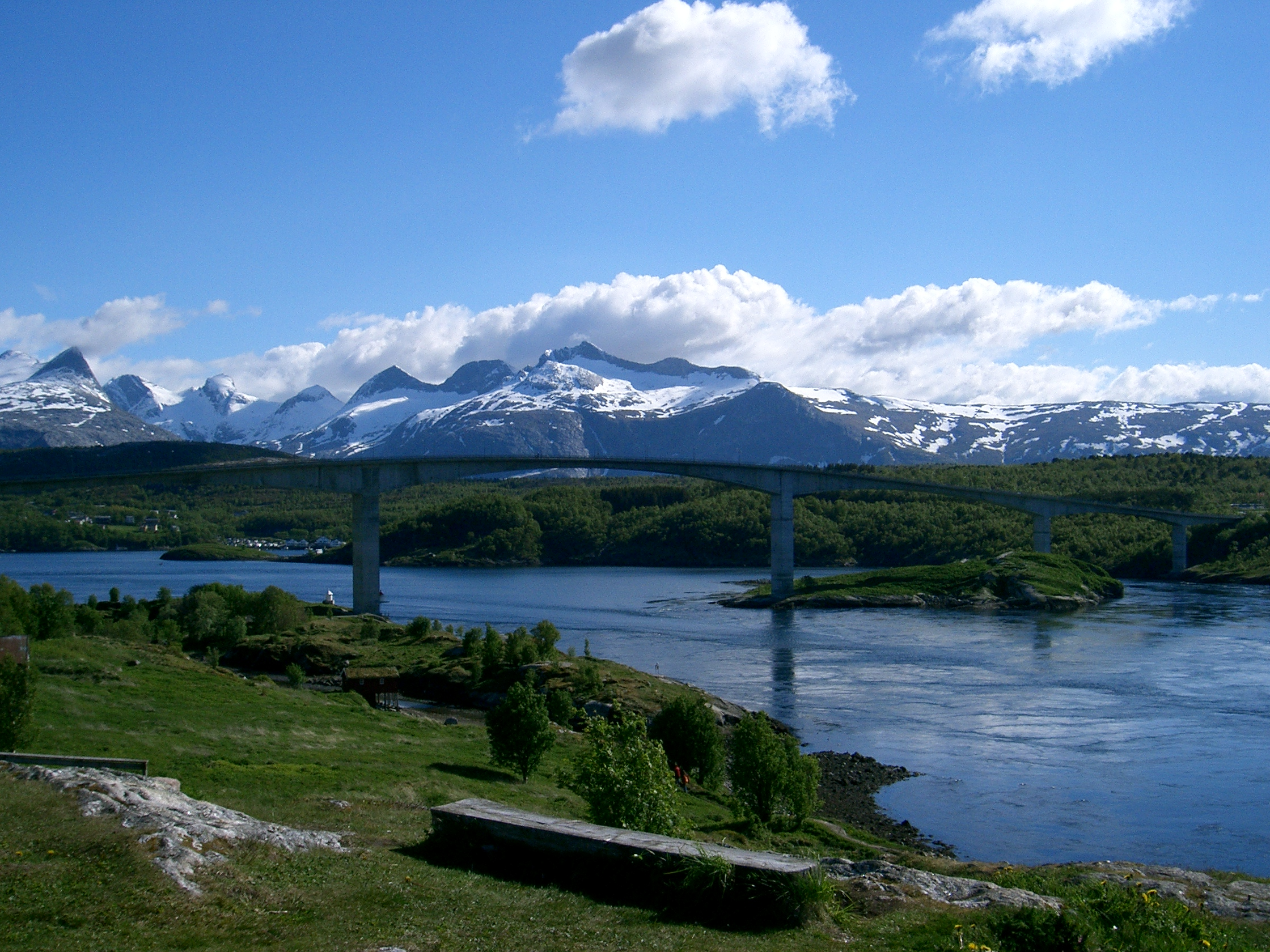
La route 17 traversant le Saltströmmen.
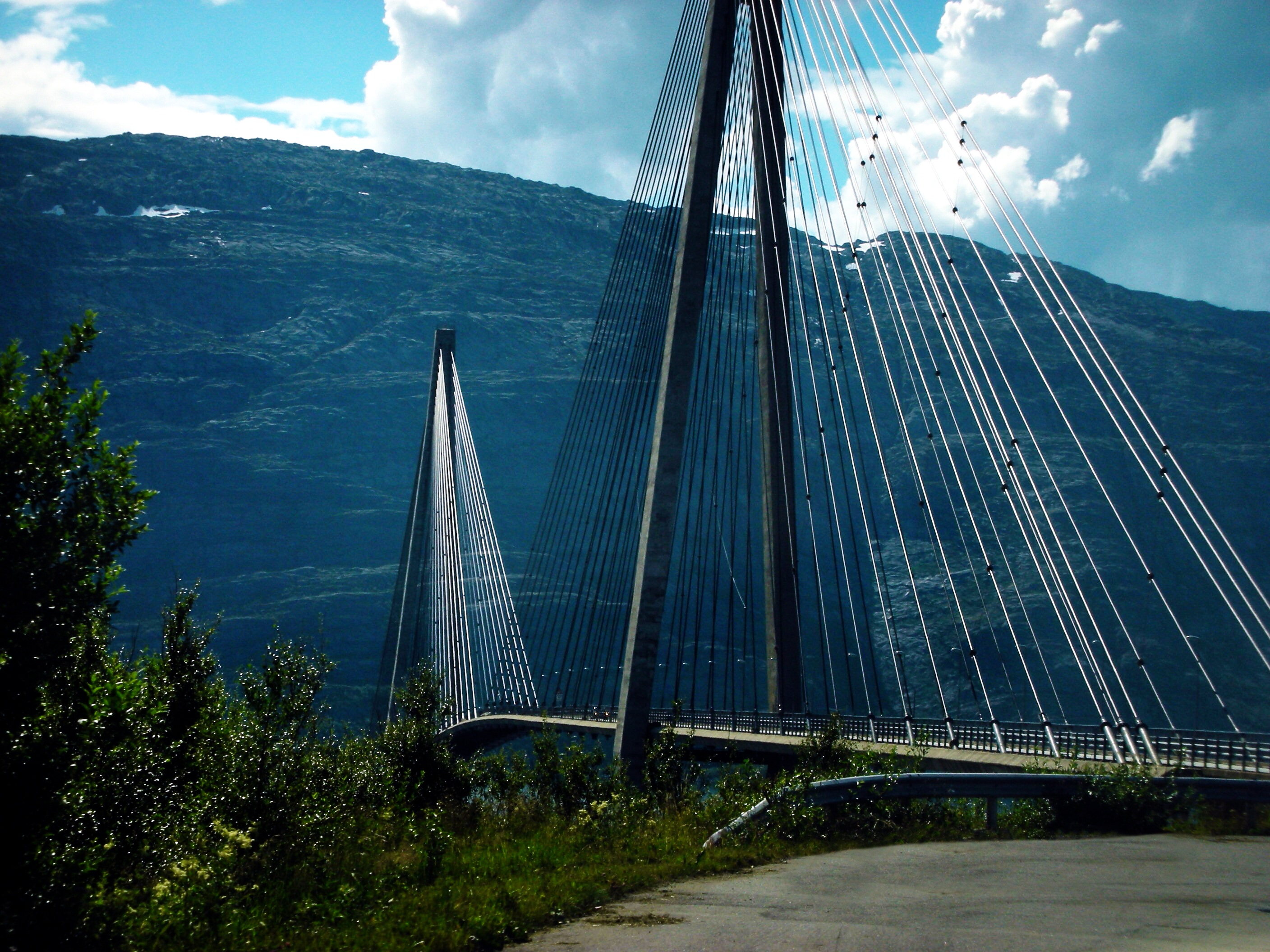
Le pont d'Helgeland près de Sandnessjøen.
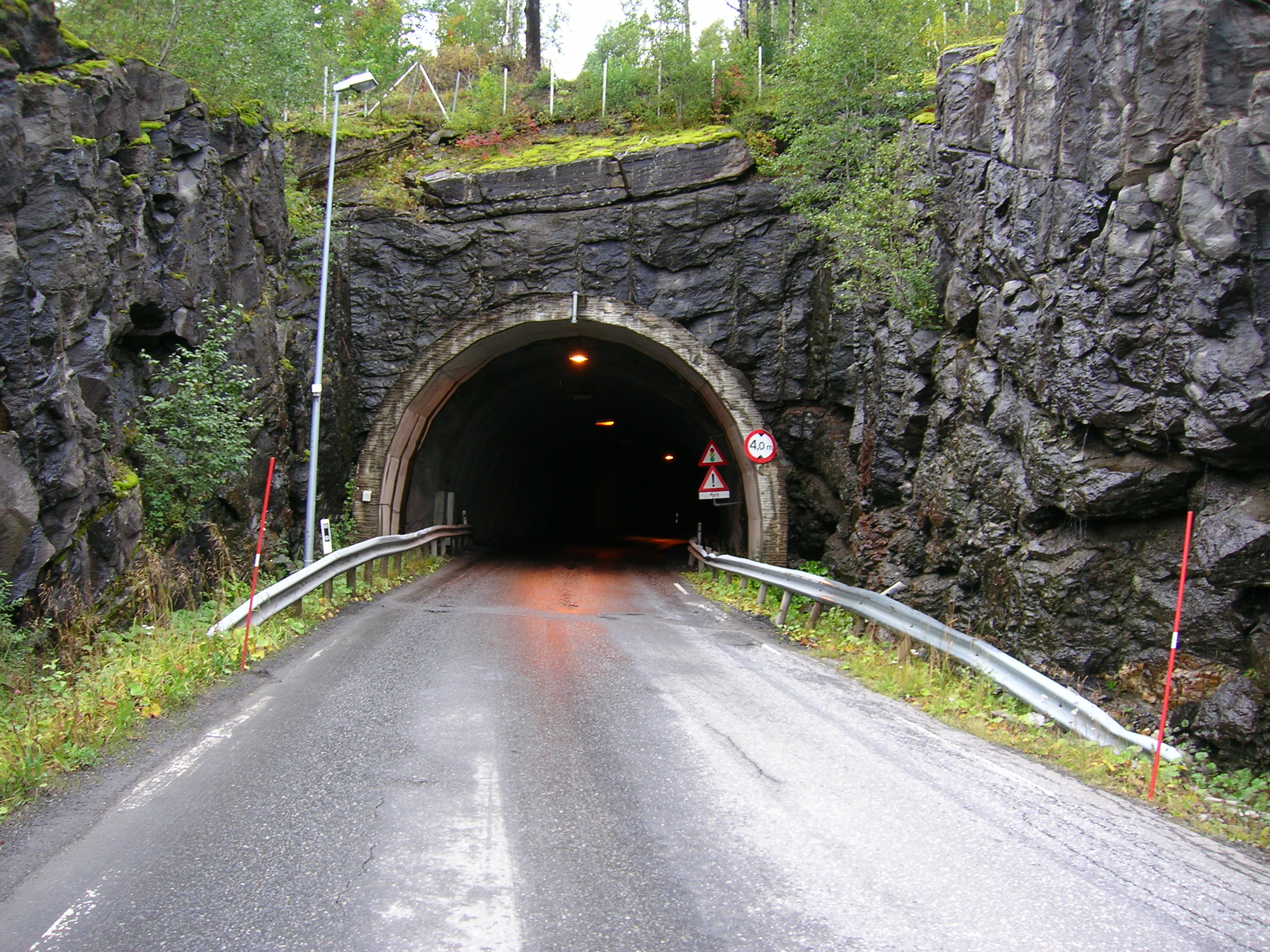
Tunnel de Sjona à Rana.